# Wendy Melvoin
Wendy Melvoin, née le 26 janvier 1964 en Californie, est une chanteuse et guitariste américaine.
Elle est surtout connue pour avoir travaillé dans les années 1980 avec Prince et son groupe The Revolution, et pour sa collaboration avec Lisa Coleman, notamment dans le duo Wendy and Lisa. 

## Biographie
Fille du pianiste de jazz Mike Melvoin, Wendy Melvoin grandit à Los Angeles au côté de son amie d'enfance Lisa Coleman. En 1983, elle rejoint à Minneapolis Lisa, avec qui elle forme désormais un couple et qui travaille avec Prince en tant que clavier et choriste. Au printemps 1983, pendant la tournée qui suit l'album 1999, Prince entend Wendy jouer de la guitare dans la chambre de Lisa et lui propose de remplacer son guitariste Dez Dickerson, qui souhaite quitter le groupe.
De 1983 à 1986, Wendy Melvoin est membre à part entière du groupe The Revolution, qui accompagne Prince sur ses albums Purple Rain, Around The World in a Day et Parade, ainsi que sur ses tournées. Avec Lisa Coleman, elle participe activement au processus de création du chanteur, lui soumettant des mélodies ou des arrangements. Les deux femmes sont même créditées sur quelques chansons, sous leurs simples prénoms. Elles apparaissent dans le film Purple Rain et sont citées dans la chanson Computer Blue.
Après la dissolution de The Revolution en 1986, Wendy Melvoin forme avec Lisa Coleman le duo Wendy & Lisa. Les deux femmes publient cinq albums ensemble entre 1987 et 2008. Leur relation amoureuse prend fin en 2002 mais elles restent très proches et composent ensemble la bande originale de plusieurs séries télévisées, dont Heroes en 2009 et Nurse Jackie en 2010.
Wendy Melvoin a collaboré par ailleurs avec plusieurs artistes, dont Madonna, George Michael, Grace Jones ou kd lang. 
En 2016, après la mort subite de Prince, elle remonte sur scène avec les anciens membres de The Revolution, pour une série de concerts hommages au chanteur. Le groupe entame une tournée en 2017, qui doit faire étape à Paris, à la Cigale, le 11 février 2019.  
Wendy Melvoin vit aujourd'hui en couple avec la cinéaste Lisa Cholodenko.